# Jugend musiziert

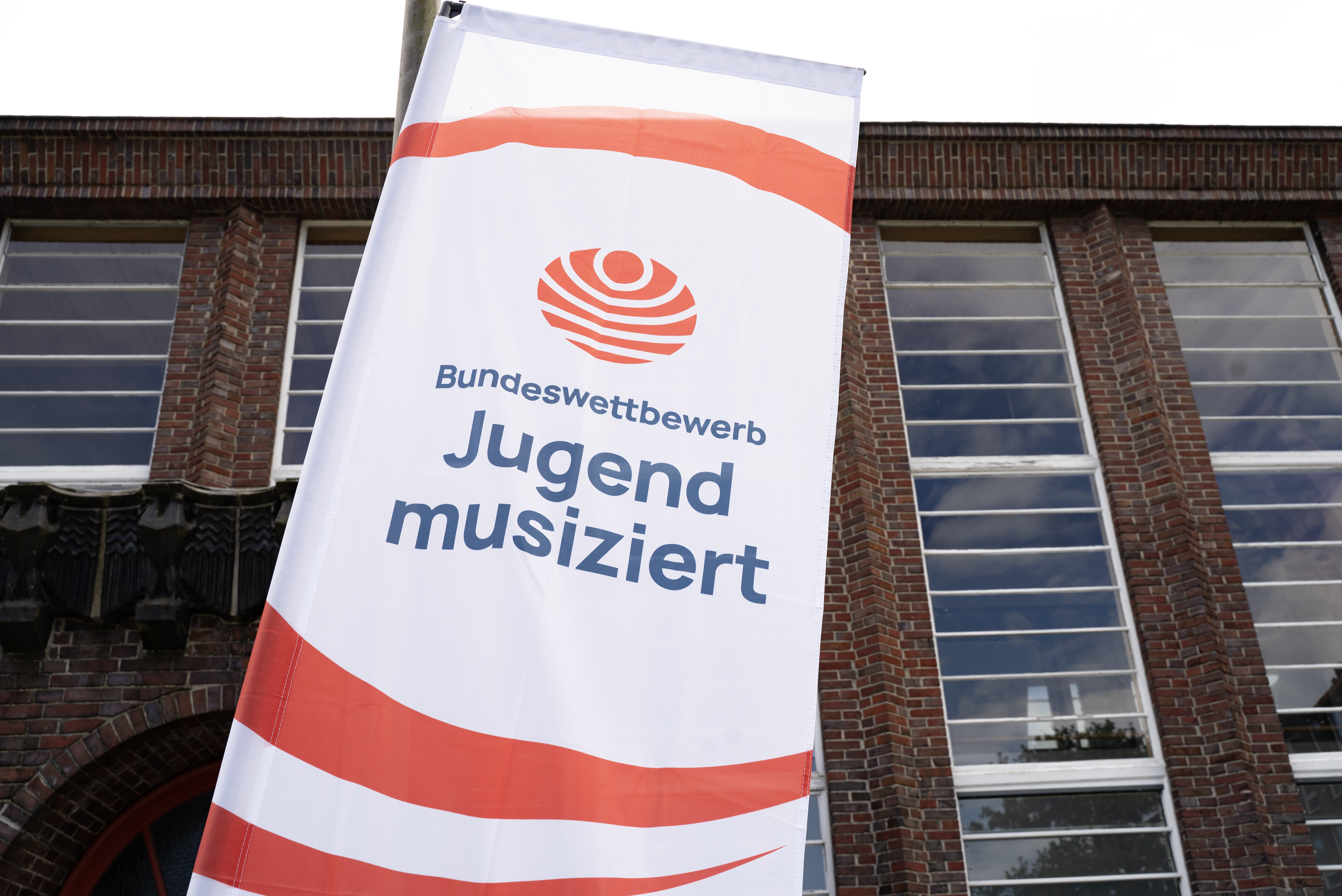
Знамя Jugend musiziert в Любеке

Jugend musiziert — немецкий национальный конкурс академической музыки для юных исполнителей в возрасте не более 20 лет (для вокалистов — не более 27 лет). Конкурс проводится ежегодно с 1963 года при поддержки правительства и лично президента Германии. Целью конкурса, декларируемой его организаторами, является выявление новых молодых талантов по всей стране, а также популяризация академической музыки. Конкурс проводится как региональном, так и на федеральном уровне. В некоторых регионах страны в последние годы появились также номинации, связанные с неакадемической музыкой, такие как вокальная и инструментальная поп-музыка и диджеинг. За годы существования конкурса Jugend musiziert его лауреатами становились многие ставшие впоследствии известными музыканты, в том числе Конрадин Грот, Юлия Фишер, Хансйорг Шелленбергер, Юлия Ребекка Адлер, Надя Бенаисса, Хайко Трибенер и другие.